# 巨大波

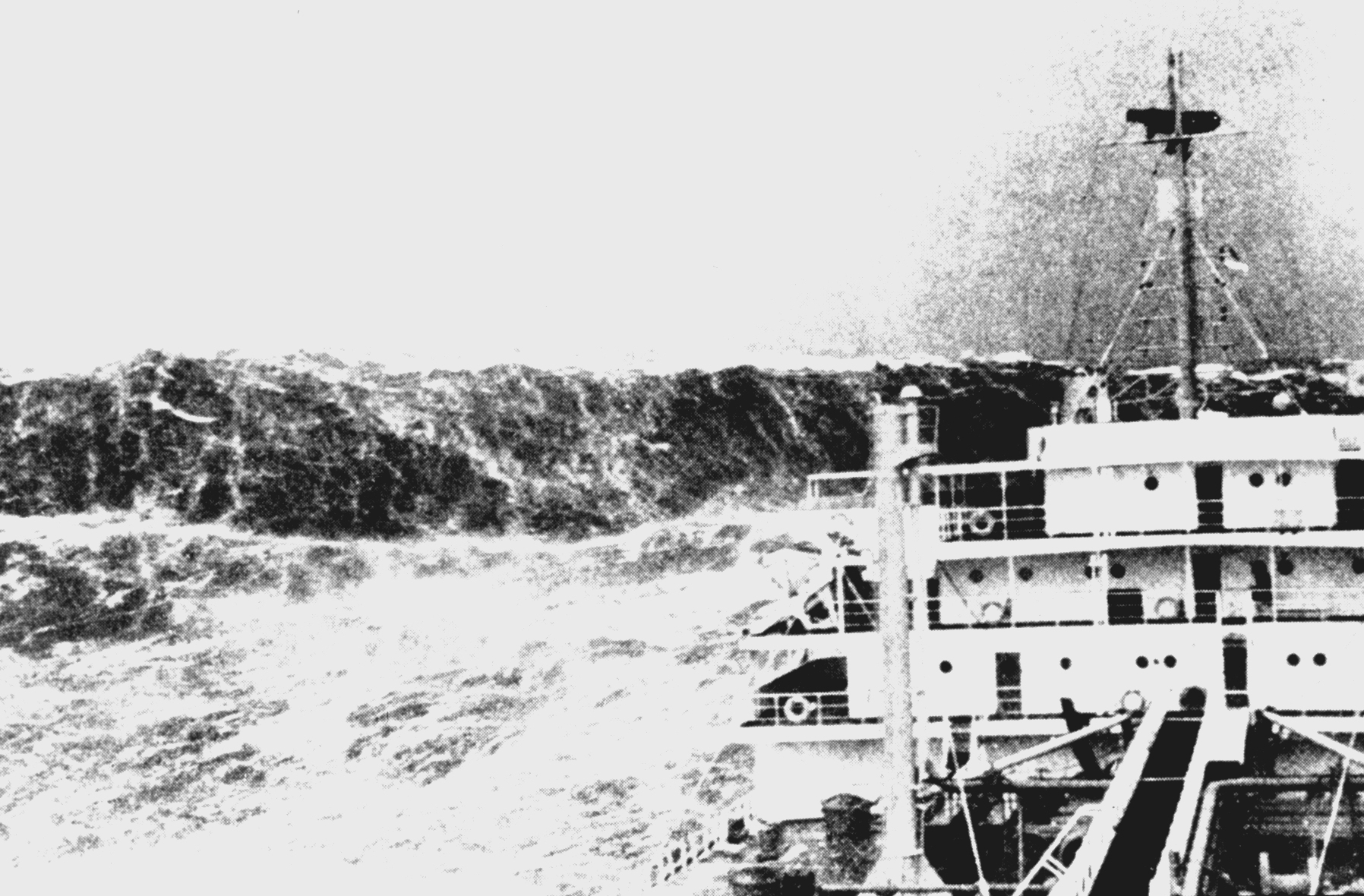
フランス・ビスケー湾の水深約180mの地点で撮影された巨大波

巨大波（きょだいは）とは、海洋で発生する波のうち波の高さ（波高）が特に大きい特殊な波のことである。
一般に海洋の波の高さは有義波高によって表される。有義波高とは、不規則な海の波の波高を大きいほうから並べ替えて上位1/3の平均値である。天気予報で予報される波の高さはこの有義波高である。不規則な海の波では有義波高よりも大きな波も多く存在するが、一般には有義波高に比べて数倍にも達するような波の発生頻度は非常に低い。不規則な波の中には波高が極端に大きな波も存在し、これらのことを巨大波と呼ぶ。
巨大波はその発生を予測することも回避することも難しいとされ、しばしば海難事故の原因となる。

## 種類

### 一発大波（フリークウェーブ）
通常、不規則な海洋の波の中には有義波高よりも高い波が含まれている。10波に1波は有義波高の1.3倍、100波に1波は1.6倍、1000波に1波は2倍に達すると言われる。この経験則を拡張すれば、数千あるいは数万波に1波は有義波高の数倍となることが考えられる。これは一発大波（いっぱつおおなみ）もしくは"フリークウェーブ"（Freak Wave）と呼ばれるものである。
一発大波の研究は1990年代初頭より注目され、主に北海での観測例が報告された。その後、日本を始めに各地での観測例が見られるようになった。
海洋には様々な周期や位相を持った波が存在し、それらが互いに相殺されるので、通常は巨大波が誕生することはない。しかし偶然にも多くの波の周期や位相が重なると、通常では考えられないような波高の波が生じる。

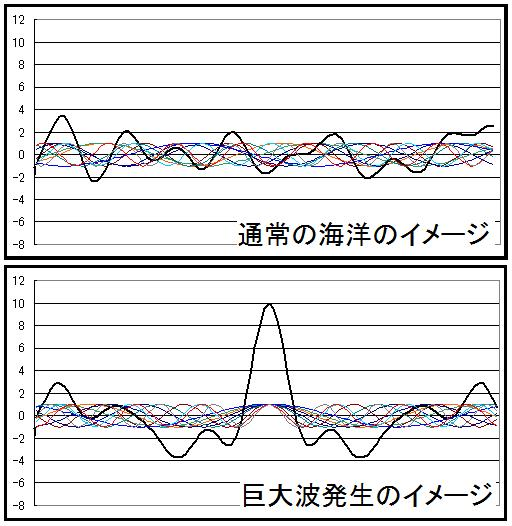
一発大波発生のイメージ

右図は異なる周期の波成分の重ね合わせによる一発大波の模式図である。上図は10の異なる周期を持つsin関数を重ね合わせたものである（細い線が各三角関数、太い黒線が合成関数）。このように、海洋では多くの周期を持つ波が重なり合っているものの、巨大な波の発生は抑えられる（上図では太い黒線で表される有義波高は4～5に相当する）。いっぽう、下図も10の異なる周期を持つsin関数の重ねあわせであるが、図の中央付近で各sin関数の山が一致したために、波高12以上の巨大波が誕生している。右図は模式的に、振幅2の波を10重ね合わせた様子を示したが、海洋にはさらに多くの周期・振幅を持つ波が存在するため、下図のようにそれらが一致する可能性は決して大きくないがゼロとは言えない。
異なる周期の波成分の重ね合わせについては、単純に線形に重ね合わせで表現される場合（線形波）と海の波が持つ非線形性による非線形重ね合わせ（非線形波）で表現される場合がある。線形波の波高の出現分布はレイリー分布で表現され、有義波高の2倍を超える波の出現確率は約3000波に1回となる。
一方、非線形波の場合は波の持つ非線形性に依存し、レイリー分布より出現頻度が高い場合と低い場合の両者がある。非線形性による一発大波の出現確率の高まりは、主に大水深域で生じ、水深が浅くなると逆に抑制されることがわかっている。
一般に、一発大波は時間的にも空間的にも非定常であり、その予測は非常に難しい。

### 三角波（多方向波）
十分広い一様な海洋で、ある一定の方向から風が吹き続けた場合、有義波高は大きくなるが、上記の一発大波を除けば突然大きな波が発生することは考えにくい。しかし海洋には様々な方向から風が吹き、また遠地の低気圧で発生したうねりや、ある地域・地形に特徴的な海水の流れ、もしくは多方向からの波が押し寄せる。こうした多方向からの波が重なり合うことで生じるものが三角波（さんかくなみ）である。三角波は定常波の一種と解される。

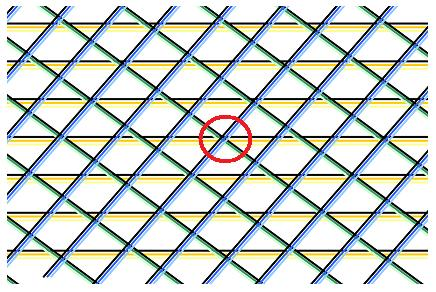
三角波のイメージ。赤い○内で三角波が発生

右図は三角波の模式図である。図中の赤い○で示した箇所では、青・緑・黄の各波が重なっており、波高が高くなることが予想される。図中にはこのほかにも波が重なっている箇所がある。このような多方向波は巨大波の発生要因の1つであるが、一度生じると暫く継続的に発生するためにその予測および回避は比較的に容易である。
三角波は大河川の河口付近、水道や海峡付近で発生しやすい。また、台風の目では周囲からの高波が複雑に重なり合うため、多くの三角波が発生する（もともとの波自体が10メートルを超えることも珍しくないため、巨大な三角波となる）。さらに、津波も海底地形の影響による屈折や海岸反射によっては三角波を生じることがあると言われる。
三角波は文字通り波が尖った三角形状になる。波高もさることながら、三角波は尖った形状で下から突き上げるよう発生するので、船舶に重大な被害を生じさせることが多い。
2017年2月15日、気象庁は三角波などの急な大波が発生する可能性が高い海域を予測できる手段を確立したとし、2017年3月から気象庁ホームページの波浪予想図にてその海域を公表することを発表した。

### 屈折波・回折波
水深が波長の1/2以下まで浅くなると、波は地形変化の影響を受けるようになる。沿岸部において海底に凸な盛り上がりがあったり水深が急に浅くなる場所では、波がその上を通過した場合に屈折により巨大波が発生する（浅海効果のひとつ）。このような条件では、10mを超える波が定常的に発生し、サーフィンのスポットとなっている場合もある。
水深が急に浅くなる場所では津波の高さも急激に大きくなる。スマトラ島沖地震では、沖合いで操業中の一部の近海漁師が津波が突然大きくなる様子を目撃しているが、これらは水深が浅くなる場所と一致することが多い。
一方、波の波長と同じ程度の長さの島がある場合、その背後では回折により波が重なり巨大波が生成される場合がある。
屈折波・回折波ともに、海底地形の影響によるものであり、その場所で定常的に発生する現象なので、周辺の海底地形に詳しい者は驚くことはないが、初めて航行する者にとっては一種の巨大波と認識される場合がある。

## 呼称
通常、巨大波と呼ばれるものは単に波高が大きな波を指す。上記のように、波高が大きな波の発生原因は様々であり、一発大波と三角波は発生メカニズムがまったく異なる。このため、巨大波、一発大波、三角波を同一のものとして扱うことは誤りである。
また、巨大波は、絶対値として大きい（たとえば波高10mの波など）場合と、相対値として高い（たとえば波高50cmの波のなかに一波だけ3mの波があるなど）場合とが考えられる。学術的には巨大波は後者の意味であるが、一般には前者の単に物理的に高い波を全て巨大波と表現されているようである。平均的に大きいのか、1つないし数波が大きいのかは大きく意味が違うため、両者は区別すべきである。平均的に波が大きい場合は、暴波浪や時化と呼ばれる。
英語圏では巨大波のことをFreak Wave（気まぐれ波）、Rogue Wave（暴れ波）、Monster Wave、Giant Wave、Extreme Wave、Tsunamiなどと言うことがある。ただし本来Tsunami(津波)は海底の地殻変動等によって生じる波を指し、巨大波とはまったく別物であるため誤用である。

## 被害・記録
巨大波はしばしば船舶の転覆・沈没・操船不能などの原因となる。2008年に発生した千葉県沖の漁船転覆事故では、波高2～3メートルの中で100トンを超える漁船がパラシュートアンカー(en)を使用していたにもかかわらず転覆しており、巨大波の存在が指摘されている。また、1993年に福島県沖で発生した漁船沈没事故（漁船第五龍神丸沈没事件）でも、原因として巨大波が挙げられている。
また巨大波は海岸に達することもあり、磯釣りでも注意が必要である。
さらに、数万トン級の大型タンカー・客船でも遭遇した際、最悪の場合は沈没にいたることがある。大型船の遭遇例としては、1933年の米海軍給油艦USS Ramapo、1980 年のイギリス汽船Derbyshirの事故、1980年の尾道丸（船首切断後曳航中沈没）などが挙げられる。近年でも、1995年に大型客船「クイーン・エリザベス2」が29メートルの巨大波に遭遇したほか、2001年に南大西洋を航行中の「ブレーメン」、「カレドニアン・スター」（船名は当時）が30メートルの巨大波の被害にあっている。
長らく専門家の間では、波高30メートルに達するような巨大波は希にしか観測されないため詳しく扱われなかった。しかしこのほかにも、大型タンカーや大型コンテナ船が年間平均10隻被害にあっており、専門家の見解と被害の実態に齟齬が生じていた。2001年以降、欧州宇宙機関が衛星画像を用いて巨大波の研究を行い、地球全体で見ると外洋では30メートル級の巨大波の発生はそれほど珍しいものではないと報告している。
世界気象機関において波の記録は「有義波高」が用いられる。有義波高は一定時間に発生する連続した波のうち、波高の高い方から順に選んだ1/3の波の高さの平均値を指す。一発だけの高さの巨大波の記録については、2013年にアイスランドとイギリスの間の北大西洋で観測された25メートル超（有義波高としては19メートル）、2017年にニュージーランド南方約640キロの南太平洋上で観測された19.4メートル（有義波高としては10.4メートル）という記録がある。

## 水槽による再現
三角波やフリーク波への海洋関係者の関心が集まる一方、従来の試験水槽での実験では実海域とは異なる波浪しか造ることが出来ず、実際の波浪上での挙動は実験データからの推定で算出していた。こうした計算やデータに基づく推定に止まらない研究への需要が高まっていった。それに応えるため、日本では国土交通省の支援の下、海上技術安全研究所が実海域再現水槽を建設し、2010年6月17日に完成した。この水槽は元々あった三鷹第一船舶試験水槽（角水槽）を活用したもので、全周に造波機を備えている。それまでの水槽では不可能であった、荒天の海象、三角波、フリーク波のいずれも再現を可能にし、完成式典では高さ4m程のフリーク波が披露された。
水槽で運用する模型船は実船の50分の1～100分の1程度の縮尺である。本水槽の建設目的は海難事故の再現であるが、この研究では小型船の実験の割合が大きくなり、その場合には10分の1程度の縮尺の模型を使用する。そうした大縮尺の模型船は高い速度で曳く必要があり、台車も高速なものが用意された。
以前の角水槽でも模型船の船底に超音波発信器を取り付け、水槽の四隅に受信器を設置する事で航跡の精度は1cm以内を達成していた。模型船の大きさは4mであるため、誤差としては400分の1であった。しかし、更なる誤差縮小の必要から新型水槽では自動追尾機能やレーザー計測などにより精度を角水槽時代の10分の1に引き上げている。この水槽では各種船舶の復原性能、耐抗性能、推進性能等について、より現実的で高精度な検証を実施していくことを計画している。

## 参考資料
本記事の執筆に際し下記を参照した。
- 気象庁 波浪の知識「巨大波」
- 応用力学研究所研究集会「海洋巨大波の実態と成因の解明」
- 富田宏ほか(2006):巨大海洋波・Freak Waveの発生機構の解明と予測－海洋流体力学の一章として－、ながれ、25、pp.39-48 (pdf)
- 三角波と高波は違う（海洋学者・市川洋のブログ） 2009年05月02日 著者は独立行政法人海洋研究開発機構上席研究員
- Jaws Maui (Wikipedia英語版)